# Autoretrat amb barret arrugat
Autoretrat amb barret arrugat (nom en francès: Cézanne coiffé d'un chapeau mou) és un dels autoretrats que Paul Cézanne va realitzar al voltant de 1875, en el període final de la seva obra. És una pintura d'estil postimpressionista realitzada a l'oli sobre llenç i mesura 60 cm d'alçada i 49 cm d'amplada. Està ubicada en el Museu Artizon de Tòquio. El Museu de l'Ermitage a Sant Petersburg conté un altre autoretrat de Cezanne, Autoretrat amb gorra (1872).
En la dècada de 1890, Cézanne va continuar pintant paisatges al voltant de la residència estiuenca Jas de Bouffan, a Ais de Provença, així com natures mortes i retrats. Sovint va pintar retrats de si mateix, el seu model més pacient. Per als altres models, les sessions eren interminables, sovint torturants, perquè Cézanne exigia que els seus models estiguessin absolutament immòbils, posant gairebé com si fossin objectes de les seves natures mortes.
El 2015, l'autoretrat ha estat utilitzat en la portada de la guia Sur les pas de Cézanne realitzada per l'oficina de turisme d'Ais de Provença, on va viure Cézanne, per donar a conèixer tots aquells llocs relacionats amb el pintor.